# Munhoz
Munhoz is een gemeente in de Braziliaanse deelstaat Minas Gerais. De gemeente telt 6.419 inwoners (schatting 2009).

## Aangrenzende gemeenten
De gemeente grenst aan Bueno Brandão, Itapeva, Senador Amaral, Toledo en Socorro (SP).